# VBC Olympia 72 Ludwigshafen
Der Volleyballclub Olympia 72 Ludwigshafen e.V. ist ein deutscher Sportverein mit Sitz in der rheinland-pfälzischen Stadt Ludwigshafen am Rhein. Nebst der namensgebenden Volleyball-Abteilung gibt es auch noch eine Floorball-Abteilung.

## Abteilungen

### Volleyball

#### Frauen
Die Mannschaft schaffte zur Saison 1982/83 den Aufstieg in die 2. Bundesliga Süd. Mit 2:32 Punkten stieg das Team am Ende der Spielzeit aber auch sofort wieder in die Regionalliga ab.

#### Männer
Zur Saison 1989/90 stieg die erste Mannschaft in die 2. Bundesliga Süd auf, stieg allerdings sofort wieder in die Regionalliga ab.

### Floorball

#### Männer
Bereits bei der Erstaustragung des DUB-Pokal in der Saison 2007/08 nahm die Mannschaft teil. Hier stieg man in der 2. Runde ein, kam aber nicht über ein 3:6 gegen den TV Südkamen hinaus. In der nächsten Saison scheiterte das Team dann mit 5:10 an den United Lakers Konstanz. In der Ausgabe 2009/10 ging es dann mit 5:11 gegen den PSV Wikinger München ein weiteres Mal nicht länger als eine Partie.
Ab der Spielzeit 2010/11 hieß der Pokal schließlich Floorball Deutschland Pokal und nun nahm die Mannschaft als Regionalligist teil. Diesmal unterlag die Mannschaft der DJK Holzbüttgen mit 4:6. Erstmals in der Saison 2011/12 gab es erstmals einen Sieg im Pokal und mit dem 6:2 über den FBC Phönix Leipzig zog das Team in die 2. Runde ein. Dort unterlag man jedoch deutlich der zweiten Mannschaft des UHC Weißenfels. Die Spielzeit 2012/13 endete für den VBC wieder einmal in der ersten Runde, erneut mit einer hohen 2:14-Niederlage gegen den UHC Döbeln 06. Dies war dann auch erst einmal die letzte Teilnahme der Mannschaft am Pokal.

#### Frauen
Die Mannschaft sollte eigentlich innerhalb einer Spielgemeinschaft mit der Sportvg Feuerbach und des SV 03 Tübingen am Pokal der Saison 2020/21 teilnehmen, dieser wurde aufgrund der COVID-19-Pandemie jedoch nicht ausgetragen.